# Piano Concerto No. 16 (Mozart)
Piano Concerto số 16, cung Rê trưởng, K. 451 là bản concerto dành cho piano của nhà soạn nhạc người Áo Wolfgang Amadeus Mozart. Tác phẩm được viết từ ngày 26 tháng 2 đến ngày 22 tháng 3 năm 1784, được công diễn lần đầu tiên vào ngày 31 tháng 3 cùng năm, dài khoảng 21 phút. Tác phẩm gồm 3 chương:
- Allegro
- Andante
- Allegro di molto

Chương đầu tiên của tác phẩm (Allegro) mở đầu với một nét nhạc mang tính hành khúc điển hình của Mozart và nó làm cho ta liên tưởng tới hình thức giai điệu nhịp nhàng gần giống với nét nhạc mở đầu bản piano concerto số 13 giọng Đô trưởng K.415. Mozart cũng sử dụng lại giải pháp tương tự này cho những bản piano concerto tiếp theo, đặc biệt là bản số 18 giọng Si giáng K.456 và bản số 19 giọng Pha trưởng K.459. Bản piano concerto giọng Son trưởng K.453 cũng chỉ có một điểm khác biệt nhỏ là âm rung nổi bật trên nốt nhạc thứ hai, mặc dù phong thái quả quyết nói chung của đoạn mở đầu thì luôn giống nhau. Đặc trưng lôi cuốn nhất của bản piano concerto số 16 giọng Rê trưởng K. 451 là sức mạnh có tính chất gần với giao hưởng và ý nghĩa quy mô nhiều tham vọng suốt từng chương của tác phẩm. Trong tác phẩm này, Mozart đã đạt được bước tiến quan trọng trong việc tạo ra một thể loại mới trong âm nhạc mang tính hài hòa, thống nhất giữa symphony và concerto, một sự thống nhất sáng tạo mà bao quát toàn diện. Quả vậy, rất có lý khi cho rằng piano concerto Cổ điển "hiện đại" ra đời vào ngày 22/3/1784, ngày hoàn thành được ghi ở đầu bản thảo viết tay.
Mặc dù bản piano concerto số 16 này đã từng được Mozart biểu diễn không lâu sau khi viết xong, nhưng bản sao tác phẩm mà ông gửi cho chị gái mình có một đoạn trong chương hai (Andante) ở hình thức rời rạc. Do đó ông đã gửi lại cho chị mình một đoạn bổ sung với những hòa âm phong phú hơn.
Có một điều khá thú vị là đôi khi chơi những đoạn còn sơ sài, Mozart đã tùy cơ ứng biến bản nhạc rất nhanh, làm cho nó trôi chảy hơn. Những người nghe tác phẩm của ông, cũng phần nào giúp ông tìm ra cách viết chương cuối cho tác phẩm (Allegro di molto), mang giai điệu hùng tráng và mạnh mẽ như chương đầu – giai điệu hành khúc.